# Norrängen

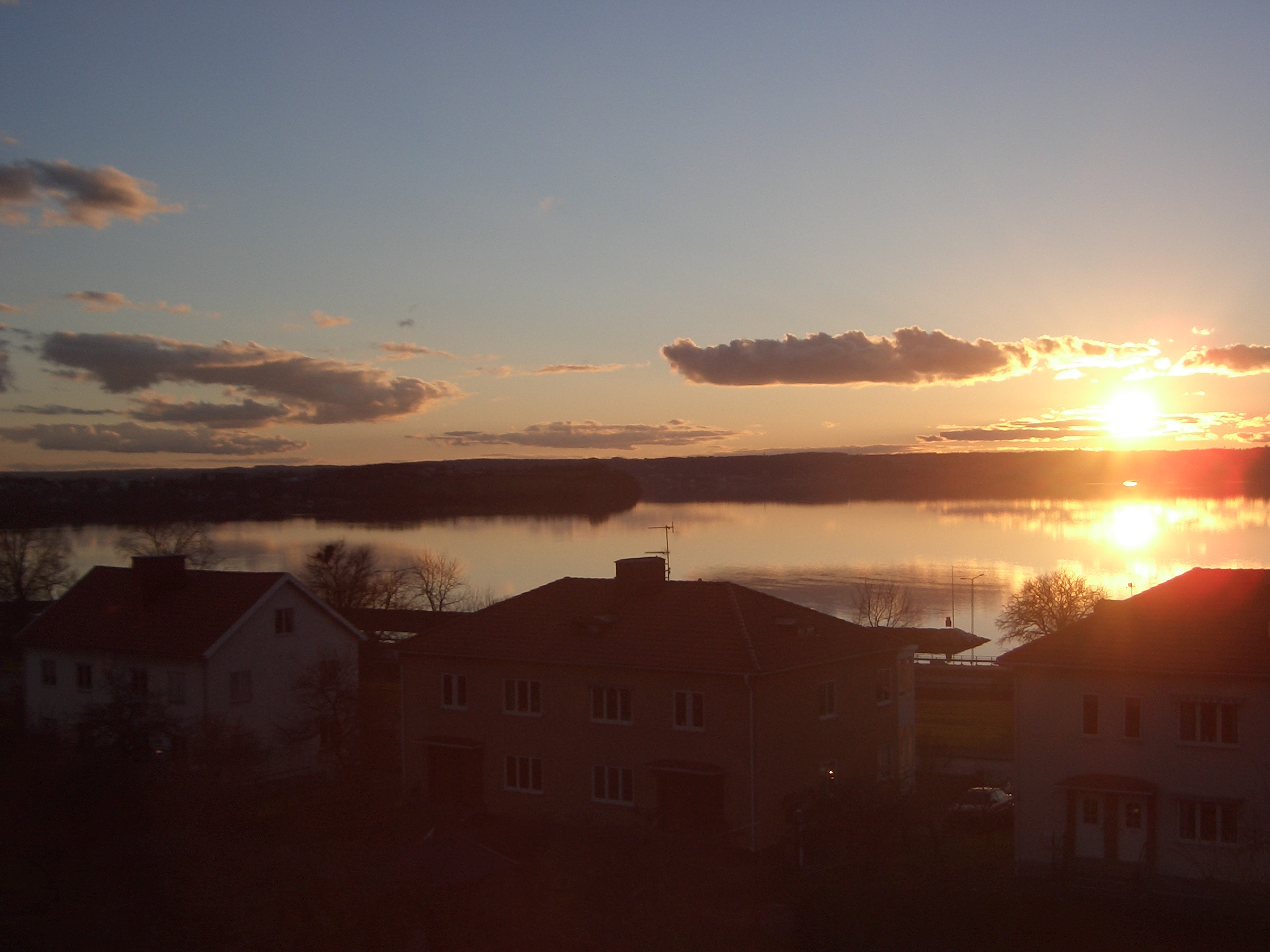
Norrängen med Vättern i bakgrunden

Norrängen är en stadsdel i Huskvarna i Jönköpings kommun. Här finns bland annat Norrängsskolan, invigd 1954. Bebyggelsen består huvudsakligen av tvåfamiljshus, många ombyggda till enfamiljshus, samt fyrlägenhetshus. 
Norrängen har skidbacken Strutsabacken. Norrängen angränsar i norr till Brunstorp.